# Negeta approximans
Negeta approximans är en fjärilsart som beskrevs av George Francis Hampson 1912. Negeta approximans ingår i släktet Negeta och familjen trågspinnare. Inga underarter finns listade i Catalogue of Life.